# Alimentação e câncer
A relação entre a alimentação e a ocorrência de câncer em seres humanos tem ganho notoriedade à medida que novas pesquisas apontam que os hábitos dos indivíduos têm mais relevância na ocorrência da doença do que os fatores genéticos. Pode-se afirmar que, de maneira geral, os estudos realizados indicam que uma dieta vegetariana, ou mesmo uma dieta rica em vegetais, poderia prevenir diversos tipos de câncer, enquanto uma dieta rica em carnes teria efeito contrário. Ao se tratar da ingestão de líquidos mais especificamente, o vilão é o álcool, que embora se reconheça que pequenas doses possam ser benéficas na prevenção de outras doenças, no que tange ao câncer, a recomendação é evitá-lo totalmente.

## Estudos

### Consumo de vegetais e prevenção de câncer

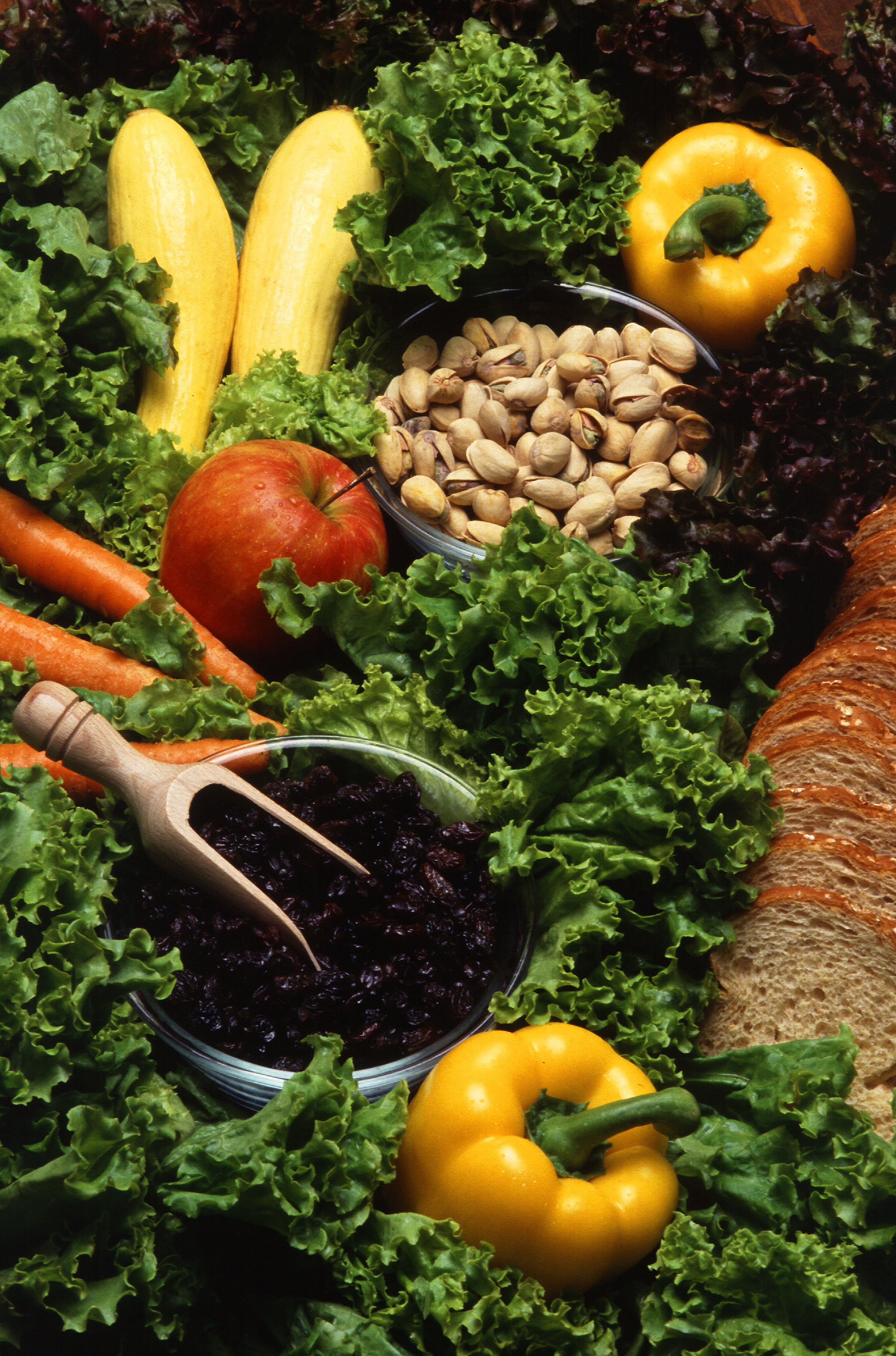

Em relação às propriedades preventivas dos vegetais a diversos tipos de câncer, estudos provenientes de várias universidades indicam que compostos naturais encontrados na maioria dos legumes e também em farelo de trigo e em frutas secas, como o inositol pentaquisfosfato, bloqueiam a atividade da enzima fosfoinositídeo 3-quinase, envolvida no crescimento de tumores. Um estudo com 3 mil pessoas nos Estados Unidos, por exemplo, publicado no Journal of the American Medical Association e realizado pela Universidade do Texas, indicou que as pessoas que consumiam maiores quantidades de soja e feijão tiveram menos risco de câncer de pulmão. O mesmo feijão, juntamente com arroz, foi apontado num estudo elaborado pela Faculdade de Saúde Pública da USP como um fator de diminuição do risco de apresentar câncer oral.
Tais propriedades preventivas são encontradas até mesmo em casos de doenças degenerativas, como o Mal de Alzheimer. De acordo com pesquisas realizadas na Universidade da Califórnia, o ácido fólico, que é encontrado na banana, na laranja e em verduras de folhas verdes, como o brócolis, pode diminuir pela metade o risco de uma pessoa desenvolver tal doença. No caso do brócolis especificamente, seu consumo pode reduzir o risco de desenvolver formas agressivas de câncer de próstata, tal como indica artigo publicado no Journal of the National Cancer Institute.
Raphaelle Varraso, pesquisador do Instituto Nacional de Pesquisas Médica e de Saúde na França, afirma que as frutas, as verduras, os legumes e os ácidos graxos ômega 3 provavelmente são os responsáveis pelo efeito protetor, e que as carnes vermelhas, as carnes processadas e as batatas fritas aumentam significativamente o risco de contrair uma doença pulmonar obstrutiva crônica, o termo genérico para bronquite crônica e enfisema.
Em dezembro de 2007, mais uma vez dois novos estudos, apresentados numa reunião internacional de oncologistas, na Filadélfia, ratificaram os dados previamente apresentados de que verduras e frutas são um importante aliado na prevenção do câncer. Nesse contexto, Laura Kresty, professora de oncologia na Universidade de Ohio, afirmou que "as dietas baseadas em vegetais, e especialmente o maior consumo de frutas, se relacionam estreitamente com uma redução no risco de adenocarcinona esofágico".
O segundo estudo, por sua, foi apresentado por Yueshan Zhan, professor de oncologia do Instituto do Câncer de Roswell Park, no estado de Nova York, que afirmou que "a bexiga é como um bolso e ali o câncer se desenvolve principalmente nas paredes internas, provavelmente porque esse tecido fica em contato com as substâncias nocivas da urina". Cabe ressaltar que ambos os estudos repetiram a advertência de que o impacto só se manifesta quando os vegetais são consumidos crus, não cozidos, uma vez que o cozimento pode eliminar até 60% dos isotiacianatos. Isso faz da alimentação crudívora uma aparente alternativa para aqueles que buscam uma vida mais saudável através da alimentação de vegetais crus.

#### Frutas em destaque
As frutas merecem papel de destaque na prevenção não apenas do câncer mas também de diversas outras doenças. Cultuadas pelos adeptos do frugivorismo (adotado por diversos jainistas), elas possuem diversas propriedades benéficas comprovadas por vários estudos. No caso de frutas como a manga, a uva e o morango, a presença do lupeol se mostrou como uma barreira para a movimentação e o crescimento das células cancerígenas, sendo mais eficaz do que as drogas convencionais como o cisplatin.
Já em relação ao câncer de próstata, a Universidade de Wisconsin publicou na revista acadêmica Proceedings of the National Academy of Sciences um estudo mostrando que o suco de romã pode ajudar a diminuir o avanço desse tipo de câncer.

#### Estudo da USP
Num estudo realizado na Faculdade de Saúde Pública da USP, averiguou-se uma redução de 40% e 60% no risco do câncer oral entre pessoas que se alimentam mais de 14 vezes por semana de arroz com feijão. Ambos têm propriedades de proteção à mucosa bucal. Além disso, neste mesmo estudo uma série de alimentos de origem vegetal são elencados como prevenidores de câncer. A única exceção na lista é a presença do salmão, explicada abaixo, que no entanto, não deve ser de cativeiro por conter mais cancerígenos que os animais selvagens:
| Alimento | Possível fator de prevenção do câncer |
| -------- | --- |
| Arroz    | Por possuir proteínas ricas no aminoácido metionina, vitamina A e fibras. Além disso, contém baixo teor de gordura saturada. |
| Feijão   | Por possuir carboidrato rico em lisina, vitamina A, fibra, proteína, ferro e outros minerais. Além disso, assim como arroz, contém baixo teor de gordura saturada.                                                                                           |
| Tomate   | Os tomates são ricos em licopeno e carotenóide, que reduzem o risco de câncer, entre eles o de próstata. Além disso são antioxidantes, laxantes e ajudam o organismo a combater infecções. O licopeno também está presente em frutas como goiaba e melancia. |
| Brócolis | O brócolis contém sulforafeno, que elimina substâncias químicas das células, responsáveis por mutações cancerígenas. |
| Salmão   | Único alimento de origem animal da lista, o salmão (selvagem) é rico em ácidos graxos e ômega-3, o que ajuda na prevenção de câncer de mama e cólon. |
| Cebola   | As cebolas ajudam na circulação e também no bloqueio das nitrosinas, substâncias tóxicas causadoras do câncer. |
| Agrião   | O agrião é rico em enxofre, potássio, cálcio, fósforo, magnésio, cloro, sódio, ferro, além das vitaminas A, B1, B2 e C. |
| Cenoura  | As cenouras são ricas em potássio, betacaroteno, vitaminas A e C, sendo portanto antioxidantes e anticancerígenas. |
| Repolho  | Os repolhos são ricos em caroteno, vitamina C e B6. Assim, eles contêm ácido fólico e fibras que ajudam a prevenir vários tipos de câncer, principalmente do aparelho digestivo.                                                                             |
| Laranja  | As laranjas são ricas em vitamina C, antioxidante que reduz o risco de câncer e outras doenças degenerativas. São ainda ricas em fibras, flavanóides e ácido fólico, atuando no combate ao câncer de mama.                                                   |
| Morango  | Os morangos possuem ácido elágico, combate doenças degenerativas e sintomas de estresse. |
| Manga    | As mangas são ricas em vitamina A, C e E; contém sais minerais, como ferro. |
| Uva      | Presença do lupeol, um componente presente em frutas como mangas, uvas e morangos que tem a capacidade de destruir e impedir a multiplicação de células cancerígenas da cabeça e pescoço.                                                                    |

### Consumo de carnes e ocorrência de câncer

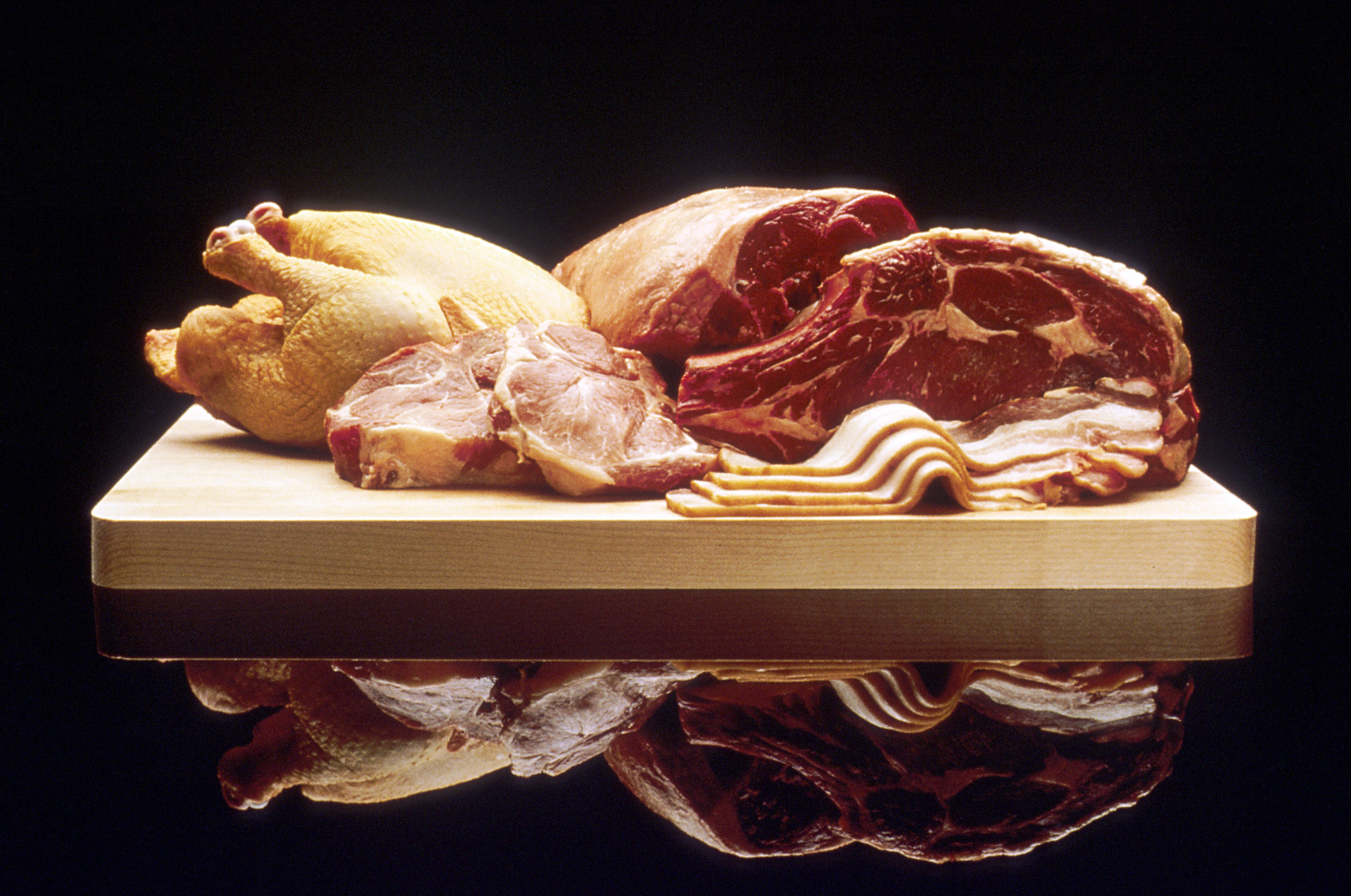
Comer carne vermelha pode danificar DNA, diz estudo publicado na revista científica Cancer Research

Já a relação entre o consumo de carne e a ocorrência de câncer em seres humanos, por sua vez, é estabelecida em diversos estudos publicados em universidades de renome ao redor de todo o mundo. Um estudo realizado na Universidade da Carolina do Norte, por exemplo, publicado no The Journal of Nutrition, mostra que o consumo elevado de carne aumenta risco de câncer de cólon. Já cientistas da Universidade de Leeds, na Grã-Bretanha, mostram que o consumo de carne vermelha pode aumentar significativamente o risco de câncer de mama em mulheres que já passaram da menopausa, Citando ainda pesquisas britânicas, um estudo realizado pela Open University, publicado numa edição do início de 2006 da revista científica Cancer Research, mostra que uma dieta rica em carne vermelha tem mais chances de causar câncer porque o alimento danificaria o DNA. No ano de 2012, seis estudos científicos que serão apresentados no congresso da Sociedade Americana de Câncer evidenciam que o consumo excessivo de carne vermelha é um fator de risco especialmente para os casos de câncer de intestino grosso. Estudos anteriores, no entanto, já haviam estabelecido a ligação entre o câncer de intestino e a ingestão de grandes quantidades de carne vermelha. Nem mesmo os corantes utilizados em hambúrgueres se salsichas passam pelos testes acadêmicos: num estudo realizado pela Agência Britânica de Padrões Alimentares, o corante Vermelho 2G, presente nesses alimentos, tem o potencial de desencadear o câncer.
Estudo com 121,342 pessoas por 28 anos pela Universidade de Harvard, produziu provas científicas que o consumo de carne vermelha aumenta em até 20% o risco de morte prematura, aumenta os riscos de enfermidades cardíacas e câncer.
| Tipo de câncer | Risco                                                     | Observação                                                                                         |
| -------------- | --------------------------------------------------------- | -------------------------------------------------------------------------------------------------- |
| Estômago       | Significativamente mais baixo apenas em vegetarianos      | Há fortes evidências de que o consumo de vegetais reduz o risco                                    |
| Colo uterino   | Significativamente mais baixo entre vegetarianas          | |
| Ovário         | Significativamente mais baixo entre consumidoras de peixe | |
| Próstata       | Significativamente mais baixo entre consumidores de peixe | Não se compreende ainda completamente a relação entre a dieta e câncer de próstata                 |
| Bexiga         | Menor entre vegetarianos                                  | Alguns estudos sugerem que certos tipos de carne, como bacon, aumentam o risco de câncer de bexiga |
| Linfático      | Menor entre vegetarianos                                  | |
| Sangue         | Menor entre vegetarianos                                  | |
| Cólo/ reto     | Menor nos Vegetarianos                                    | Estudo de Harvard prova a relação entre consumo de carne e este tipo de câncer                     |

### Bebidas e ocorrência de câncer
No caso das bebidas, o álcool, os refrigerantes e até mesmo o leite podem ser considerados agentes carcinógenos.

#### Álcool

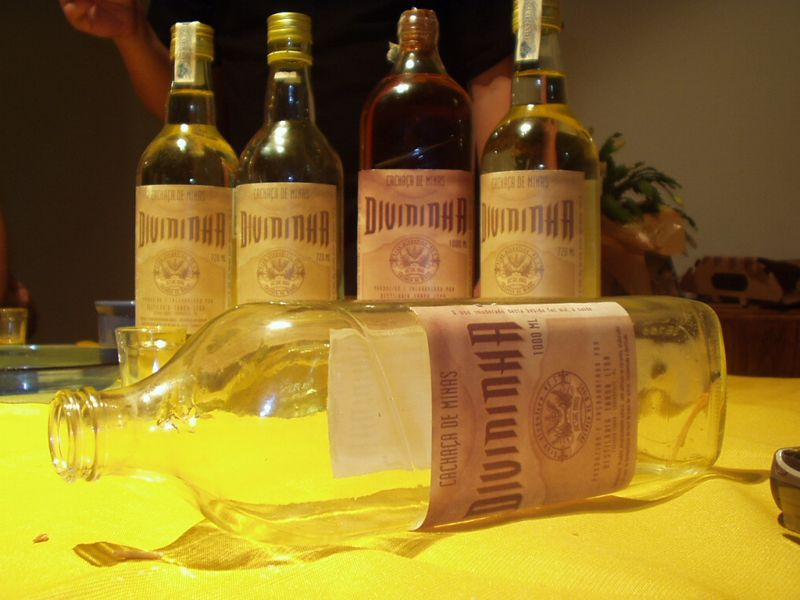

Apesar de muitos estudos indicarem que um baixo consumo de álcool possa trazer benefícios para o ser humano, algumas pesquisas apontam para a direção contrária. Isso se deve ao fato de que o álcool, além de ser um dos responsáveis pelo ganho de peso, afeta as células do corpo humano, interferindo no DNA, o que por sua vez faz aumentar o risco de surgimento de vários tipos de câncer. Uma pesquisa estadunidense constatou que mulheres que tomam três ou mais doses de bebida alcoólica por dia tiveram quase o mesmo risco de desenvolver câncer de mama do que aquelas que fumam um maço de cigarros ou mais diariamente. Das 70.033 mulheres pesquisadas, de diversas etnias, 2.829 foram diagnosticadas com câncer de mama anos depois.

#### Leite
De acordo com estudos australianos realizados na Universidade de Queensland e ingleses da Universidade de Bristol e da Universidade de Birmingham, o consumo intenso de derivados de leite durante a infância seria capaz de engendrar um câncer de intestino grosso, o cólon, além de ser um tumor com ocorrência mais elevada nos países ricos em comparação as nações em desenvolvimento.

#### Refrigerantes
Em relação aos refrigerantes, um estudo indicou que o aumento do consumo dessas bebidas gasosas pode estar relacionado com casos de câncer de garganta.
| Bebida              | Possível agente carcinógeno |
| ------------------- | --------------------------- |
| Coca-Cola Zero      | Ciclamato de sódio          |
| Dolly Guaraná       | Benzeno                     |
| Dolly Guaraná Diet  | Benzeno                     |
| Fanta Laranja       | Benzeno e corantes          |
| Fanta Laranja Light | Benzeno e corantes          |
| Sprite Zero         | Benzeno                     |
| Sukita              | Benzeno e corantes          |
| Sukita Zero         | Benzeno e corantes          |